# Jocs Natalicis
Jocs Natalicis (en llatí: Ludi Natalitii) eren uns jocs romans que generalment commemoraven l'aniversari d'un emperador. Sembla que als emperadors deïficats se'ls seguien dedicant després de la seva mort.
Es feien al Circ i per això algunes vegades van ser anomenats Ludi Circenses. També es celebraven els Ludi natalis imperii, que commemoraven el dia que l'emperador va pujar al tron.
Generalment eren lluites de gladiadors i de feres salvatges. Els més importants coneguts els va fer Hadrià que va celebrar sis dies de lluites de gladiadors i va exhibir fins a un miler de feres.